# Роман, Даниэль
Даниэль Роман (англ. Daniel Roman; род. 10 мая 1990) — американский боксёр-профессионал выступающий в легчайшей и второй легчайшей весовых категориях. Чемпион мира во втором легчайшем весе по версии WBA (с 3 сентября 2017).

## Карьера
Даниэль Роман дебютировал на профессиональном ринге 10 октября 2010 года победив техническим нокаутом Крисиана Круза. 24 февраля 2011 года провёл свой второй поединок против Дженсона Рамиреса, который завершился ничьей. В своем четвёртом поединке, который состоялся 22 июля того же года потерпел первое поражение в карьере, проиграв раздельным судейским решением японцу Такаси Окаде. 18 октября 2013 года потерпел второе поражение, проиграв единогласным судейским решением своему соотечественнику Хуану Рейесу.
24 июля 2015 года выиграл вакантный титул чемпиона во втором легчайшем весе по версии NABA победив по очкам мексиканского спортсмена Даниэля Норьегу. Затем провёл 4 успешных защиты титула: 25 сентября 2015 года единогласным судейским решением победил американца Эрика Руиза, 12 февраля 2016 года нокаутировал мексиканца Рамиро Роблеса, 20 мая 2016 года нокаутировал мексиканского спортсмена Кристиана Эскивеля и 26 августа того же года единогласным судейским решением победил ещё одного представителя Мексики — Энрике Кеведо.
3 сентября 2017 года технически нокаутом победил японского боксёра Сюна Кубо и завоевал титул чемпиона мира во втором легчайшем весе по версии WBA. В 2018 году провёл три защиты титула: 28 февраля победил единогласным судейским решением Рё Мацумото, 16 июня таким же способом победил мекисканца Моисеса Флореса и 6 октября 2018 года техническим нокаутом победил британца Гэвина МакДоннелла.